# Красний Крим (лек крайцер, 1915)
Красний Крим (на руски: Красный Крым) е лек крайцер на ВМФ на СССР. При залагането на крайцера му е присвоено наименованието „Светлана“, в чест на едноименния крайцер, загинал на 28 май 1905 г. в Цушимското сражение. Той е главен кораб в серията леки крайцери за Руския императорски флот. Взема участие в боевете в състава на Черноморския флот през годините на Великата отечествена война, удостоен е със званието гвардейски кораб.

## История на създаването и построяването

### История на създаването
Решението за построяването на нова серия леки крайцери за Руския флот е прието на основание програмата за усилено корабостроене за 1912 – 1916 г., приета на заседание на Комисията по отбрана през юни 1912 г. Дейно участие в придвижването на програмата и нейното асигниране има морския министър И. К. Григорович и големият руски и съветски корабостроител А. Н. Крилов, заемащ тогава длъжността на главен инспектор по корабостроене и председател на Морския технически комитет.
Поръчките за построяване на серията от четири леки крайцера за Балтийския флот са дадени на производствените мощности на „Руско-Балтийското корабостроително и механично акционерно дружество“ (леките крайцери „Светлана“ и „Адмирал Грейг“) и на Путиловската верф (леките крайцери „Адмирал Спиридов“ и „Адмирал Бутаков“). Едно от основните изисквания на Главното управление за корабостроене е пълната унификация на всички кораби от проекта, предназначени за Балтийския флот. В резултат на нанасяне на многобройни изменения и поправки в проектите на Путиловската и Ревелската корабостроителници успяват, най-накрая, да постигнат почти пълна идентичност между тези проекти.
На 25 ноември 1912 г. от Ревелския завод на „Руско-Балтийското корабостроително и механично акционерно дружество“ в Морското министерство е представен проекта за лек крайцер с водоизместимост 6650 тона и скорост 29,5 възела. Проектът е разгледан и на 18 декември 1912 г. е утвърден от морския министър. До края на 1912 г. заводът представя в Морското министерство схемите на брониране и разположението на артилерията, диаграмата за ъглите на обстрел, чертежите на артилерийските погреби, разчетите за стойността и сроковете за доставка на бронята от Ижорския завод, а също и други документи, необходими за сключването на договора.
На 14 февруари 1913 г. е подписан договорът между Морското министерство и Ревелския завод. Контрактът предвижда строителството на два леки крайцера за нуждите на Балтийския флот. От страна на поръчителя своя подпис поставя началник отдела на общите дела генерал-майор Н. М. Сергеев, а за изпълнителя – членът на управлението на Руското дружество за производство на снаряди и бойни припаси, инженер-технологът, К. М. Соколовский.

### Ревелски период на строителството на кораба
На 24 ноември 1913 г. в присъствието на морския министър се състои залагането на лекия крайцер „Светлана“, но поради неподготвеността на строителя и забавяне на доставките на материали фактическият монтаж на кораба на стапела започва едва на 1 април 1914 г.
Още повече построяването на крайцера „Светлана“ е усложнено от влизането на Русия в Първата световна война. Силен удар по сроковете за построяване на кораба става прекратяването на доставките от германската фирма „Вулкан“, според договора с която „Светлана“ трябва да получи водотръбни котли и парни турбини. Ръководството на корабостроителя е принудено да поръча оборудването другаде, част от поръчките за механизмите успяват да дадат в Англия, част – и на и без това претоварените руски заводи.
Независимо от сложностите, свързани с военното време, към началото на 1915 г., работите по постройката на крайцера „Светлана“ стават интензивни. По състояние към октомври 1915 г. готовността на крайцера „Светлана“ по корпус съставлява 64%, а по механизми – 73%.
Към ноември 1916 г. на „Светлана“ са качени котлите и турбините, започва техния монтаж. Също са завършени изпитанията на почти всички водо- и нефтопроницаеми отсеци. Общата готовност на крайцера „Светлана“ към този момент съставлява: по корпуса – 81%, по механизмите – 75%. Общо казано липсват тръбопроводите и част от спомагателните механизми, които с началото на войната са поръчани на други производители.
Към есента на 1917 г. обстановката на Прибалтийския театър на военните действия е за Руската армия крайно лоша. Превземането на Рига и островите от Моонзундския архипелаг от германските войски създава реални предпоставки за превземането на Ревел. Във връзка с това Морското министерство решава да евакуира непостроените кораби и заводското оборудване от Ревел.
Към 13 ноември 1917 г. на крайцера „Светлана“ са натоварени всички готови и полуготови изделия и материали, налични към момента в завода и необходими за дострояването на кораба. Освен това е решено да се натоварят на крайцера оборудването на работилниците (корабостроителна, леярна, турбинна, моделна и други). Всичко според ведомостта за товара „Светлана“ взема на борда си около 640 тона различно оборудване и материали. През втората половина на ноември 1917 г. крайцерът „Светлана“ е отбуксиран в Петроград за дострояване в Адмиралтейския завод.

### Дострояване на лекия крайцер„Светлана“(„Профинтерн“)
На първо време след Октомврийската революция, на закотвения при Адмиралтейския завод, крайцер се провеждат работи. С усилията на ръководството на Руско-Балтийското дружество се купува недостигащото оборудване и се осъществява монтажът му. Но в края на март 1918 г., в съответствие с постановлението на Съвета на народните комисари на РСФСР за демобилизация на военната промишленост, Морското министерство взема решение за прекратяване на достройката на крайцера „Светлана“. В течение на седем години крайцерът се намира при стената на Адмиралтейския завод в законсервирано състояние. През 1924 г. корабът е предаден на Балтийския завод за дострояване.
През ноември 1924 г. на Балтийския завод, влизащ към този момент в структурата на Ленгоссудотрест, започват комплекс от работи за достройката на лекия крайцер „Светлана“. За времето на принудителното дълговременно съхраняване на законсервираните корпус, надстройки, оборудване и механизми на крайцера са се покрили с мръсотия и ръжда, част от материалите, оборудването и въоръженията, натоварени на борда при евакуацията от Ревел, поради много причини се оказват безвъзвратно изгубени. Едновременно с почистването на крайцера от мръсотията и ръждата започва работата над чертежи за частична модернизация на кораба по задание, издадено от Управлението на ВМС на РККА.
Отчитайки дефицита на паричните средства, отделяни от ВСНХ за дострояването на крайцера, СТО взема решение да дострои кораба по първоначалния проект с незначителна модернизация. Модернизация в основно касае замяната на четирите 63-mm противоаеропланни оръдия с девет 75-mm оръдия система Мелер с ъгъл на възвишение 70°, а също и поставянето на допълнително към двата подводни торпедни апарати на още три тритръбни надводни торпедни апарата калибър 450 mm.
В резултат на това че в процеса на частичната модернизация е поставени допълнително въоръжение, е увеличена числеността на екипажа на крайцера, а също и масата на някои от запасите (минни, артилерийски и шкиперски, питейна вода и провизии), пълната водоизместимост на кораба се увеличава до 8170 тона. С изменението на водоизместимостта се променят и другите основни проектни корабостроителни характеристики на крайцера (дължина по водолинията, газене и някои други).
На 5 февруари 1925 г. в съответствие със заповедта за Морските сили на РККА крайцерът сменя името си на „Профинтерн“.
През октомври 1926 г. фактически готовият крайцер „Профинтерн“ преминава в Кронщат за провеждането на докуване и приключване на довършителните работи. На 26 април 1927 г. „Профинтерн“ е предявен за предаване. Независимо от значителното претоварване, на приемните изпитания корабът развива скорост над 29 възела при мощност на турбините от 59 200 конски сили.
В съответствие със заповед от 1 юли 1928 г. лекият крайцер „Профинтерн“ е зачислен в състава на Морските сили на Балтийско море и издига военноморския флаг на СССР.

## Описание на конструкцията

### Корпус
Крайцерът има следните главни размери: дължина: (най-голяма) 158,4 метра (по водолинията – 154,8 m), ширина с бронята и обшивката 15,35 m (без обшивка и броня – 15,1 m), газене на ревен кил 5,58 m. Височина на надводния борд на кораба: в носа – 7,6 m, при мидъла – 3,4 m и в кърмата – 3,7 m.
Корпусът на крайцера е разделен на отсеци с помощта на водо- и нефтонепроницаеми надлъжни и напречни прегради. Също за подсигуряване на непотопимостта на кораба, е предвидено изграждането на двойно дъно на протежение на целия корпус и на трето дъно на отделни участъци от него (основно в района на котелните и машинните отделения), а също поместването на енергетичната установка в седем котелни и четири турбинни водонепроницаеми отсека.

### Брониране
Броневата защита на крайцерите образува два контура, основавайки се на принципа на неуязвимостта от поразяващите фактори (снаряди и осколки) от артилерията на главните противници – ескадрените миноносци и леките крайцери. Първият контур на броневата защита се ограничава с пространството между бордовете на кораба и неговата палуба (горна и долна), а вторият – между бордовете и долната палуба. Платформата, затваряща последния контур отдолу, не е бронирана, тъй като се разполага под водолинията. Бордовата броня на втория контур е с повишена дебелина и защитава жизненоважните центрове на кораба – котелните и машинните отделения. Броневият 25 mm пояс на първия контур, вклечен в разчета на надлъжната здравина на корпуса на кораба и изпълнен от листове нецементирана круповска стомана, има височина 2,25 метра и е по цялата дължина на кораба, обхващайки борда от горната до долната палуби. Главният броневи пояс с дебелина 75 mm е разположен отдолу и се простира почти по цялата дължина на кораба. Този пояс се състои от цементирани плочи круповска стомана с височина 2,1 метра. В района на 125-ия шпангоут поясът завършва с бронева траверса с дебелина 50 mm. Долната част на главния броневи пояс се спуска под водолинията на 1,2 метра и се опира на бордовите краища на платформата, а горната част затваря контура на настилката на долната палуба. Настилката на долната и горната палуби има дебелина 20 mm. Кърмовият подзор, започващ от броневата траверса, се защитава от 25 mm броня.
Кожусите (защитните елементи) на комините на крайцерите на протежение от горната до долната палуба (първият комин – до палубата на бака) се защитават от 20 mm броня. Над горната палуба всички елеватори за подаване на боеприпаси за оръдията имат броневи кожуси от нецементирана круповска стомана с дебелина 25 mm. Бойната рубка се състои от две нива и има вертикални стени от 75 mm нецементирана круповска броня, бронирането на покрива и подшивката е с дебелина 50 mm. Също от 20 mm нецементирана стомана е изготвена основата на бойната рубка от долната част до горната палуба. В качеството на защитата на многобройните трансмисии и кабели, за приборите за управление на кораба и артилерийския огън, а също и телефоните, поставени в бойната рубка, е предвидена специална тръба от кована оръдейна стомана с дебелина на стената 75 mm.
Значителен недостатък в бронирането, по мнение на корабостроителния комитет на морското министерство, е отсъствието на бронева защита на димоводите и котелните кожуси.

### Енергетична установка
В качеството на енергетична установка на крайцера в съответствие със спецификацията му са поставени парни турбини система „Къртис—АЕГ—Вулкан“. Серийните турбини от този тип, произвеждани от завода „Вулкан“, имат проектна мощност на предния ход 10 700 конски сили, а при форсиран ход около 14 000 к.с. Разчетната честота на въртене на турбините съставлява 650 rpm, а началното налягане на парата преди соплата – 14 kg/cm² (CGS). Турбината за задния ход, поместена в отделен от турбините на предния ход корпус, непосредствено долепен към корпуса на турбините за преден ход и скрепен с неговото задно дъно, развива мощност около 35% от мощността на турбините за преден ход. Всички четири турбини, поставени на крайцера, са съвършено автономни, представлявайки отделни агрегати, действащи на собствени гребни валове. Двете носови турбини работят за десния и левият външни валове, а двете кърмови турбини – ляв и десен вътрешни валове. Такава компоновка на турбините подсигурява висока живучест на кораба и енергетичната установка, придавайки на кораба добра маневреност, а също така и примерно еднаква дължина на гребните валове. Съгласно проекта турбинната установка на крайцера при мощност на предния ход 50 000 к.с. осигурява скорост 29,5 възела. На заден ход мощността на турбините съставлява около 20 000 к.с.
Като източник на пара за турбините на крайцера има четири универсални и девет нефтени котела тип „Яроу – Вулкан“ с работно налягане на парата от 17,0 kg/cm². Котлите са поставени в седем котелни отделения; в първото котелно отделение има един котел, а в останалите по два. Общата маса на енергетичната установка съставлява 1950 тона. Нормалният запас гориво е около 370 – 500 тона нефт и 130 тона въглища и осигурява на крайцера шестнадесетчасовпробег на скорост 29,5 възела (470 морски мили) и 24-часов пробег на скорости 24,0 възела (576 морски мили).

### Електрооборудване
Силовото електрооборудване на крайцера се състои от носова електростанция, която е поместена на платформа в района на 25—31-вия шпангоут и е оборудвана с два дизел-генератора за постоянен ток с мощност по 75 kW всеки и разпределително табло, което позволява да се осъществява комутация с потребителите на електроенергия и да се управляват различните режими на работа на генераторите. В кърмовата част на кораба е кърмовата електростанция, намираща се на платформа в района на 103—108-ия шпангоут, но не е оборудвана с дизел-генератори, като носовата електростанция, а с два турбогенератора (турбодинама) за постоянен ток с по-висока мощност – по 125 kW всеки. В кърмата е и главното разпределително табло за кърмовата електростанция, което изпълнява същите функции, което и таблото на носовата електростанция. Захранването на турбините с пара се осъществява от паропровод за спомагателните механизми, към хладилника на спомагателните механизми се отвежда и отработената пара. Напрежението в бордовата мрежа съставлява 225 волта.

### Въоръжение (данни към ноември 1943 г.)

#### Артилерийско
Главният калибър се състои от петнадесет 130-mm 55 калибрени оръдия (Б-7) образец 1913 г. Ъгълът на вертикално насочване на оръдията е от −5° до +30°, хоризонтален – 360°. Сумарният боекомплект е 2625 изстрела.
Зенитната артилерия включва:
- три сдвоени 100 mm 47 калибрени оръдия система Минизини, италианско производство. Едно оръдие е поставено на бака, две – на кърмата побордно. Ъгълът на вертикална наводка на оръдията съставлява от −5° до +78°, а на хоризонталната – 360°. Сумарният боезапас е 1621 изстрела[16][17].

- четири полуавтоматични 45-mm 46 калибрени зенитни оръдия (21-К), поставени по две на борд в задната част на полубака между първия и втория комин. Ъгълът на вертикална наводка на оръдията съставлява от −10° до +85°, хоризонталния – 360°. Сумарен боезапас – 3050 изстрела[16][17].
- десет автоматични 37-mm 62,5 калибрени зенитни оръдия (70-К). Ъгълът на вертикална наводка на оръдията съставлява от −10° до +85°, хоризонталния – 360°. Сумарен боезапас – 10 440 изстрела[16].
- две четирицевни 12,7-mm зенитни картечни установки „Викерс“, поставени побордно на кърмовата надстройка. Сумарният им боезапас е 24 000 патрона[16][17].
- четири 12,7 mm зенитни картечници ДШК образец 1938 г. Сумарен боезапас – 11 930 патрона[16].

#### Минноторпедно и противолодъчно
Торпедното въоръжение на крайцера се състои от два тритръбни 533 mm торпедни апарата 39-Ю първа серия. Боекомплектът представлява шест торпеда тип 53-38, заредени в апаратите.
Противолодъчното въоръжение е представено от шест улея за дълбочинни бомби тип М-1 и две колички за дълбочинни бомби тип Б-1. Запаса бомби съставлява: десет дълбочинни бомби Б-1 и двадесет – М-1.
Като минно въоръжение кораба може да вземе на горната си палуба до 90 мини тип КБ-3 или до 100 морски мини образец 1926 г.

#### Химическо и противохимическо
За поставянето на маскировъчни димни завеси крайцерът е окомплектован с димоапаратурата ДА-2Б с време на непрекъснато действие до 30 минути и 30 морски димни шашки тип МДШ. Запасът на димните вещества в контейнерите е 860 килограма.
Противохимичната защита се осигурява от три филътра ФПК-300, запасът от дегазиращи вещества на борда съставлява: 2,5 тона твърди химикала и 300 килограма течни. За защита на личния състав са предвидени 582 комплекта специална защитна екипировка.

### Навигационно оборудване и средства за свръзка (данни към ноември 1943 г.)
В комплекта на щурманското оборудване на кораба влизат: пет 127-mm магнитни компаса, жирокомпас „Курс-II“ марка X, ехолот МС-2 и механичен лот „Томсън“, а също и лаг тип ГО М-3.
Средствата за свръзка представляват: два приемопредавателя „Рейд“ и един марка РБ-38; Радиопредаватели „Шквал-М“, „Бриз“, „Ураган“ и два предавателя „Бухта“; Радиоприемници КУБ-4 (1 комплект), 45-ПК-1 (3 комплекта) и „Дозор“ (3 комплекта).

### Екипаж
Към ноември 1943 г. екипажът на лекия крайцер „Красний Крим“ се състои от 48 офицера, 148 старшини и 656 редови краснофлотци – всичко 852 души.

## Модернизации на крайцера
През 1929 г., в резултат на проведената малка модернизация на крайцера, „Профинтерн“ е оборудван за приемане и транспортиране на хидросамолети. Спускането във водата и подемът на летателния апарат се осъществява със специално поставен кран-балка, който е разположен на шкафута между втория и третия комин над площадката за самолета. Освен това от кораба е демонтиран кърмовият торпеден апарат, разположен на юта.
През 1930 г., скоро след пристигането му в Севастопол, крайцерът „Профинтерн“ е дооборудван с още една двойка тритръбни 450 mm торпедни апарата, поставени на горната палуба побордно на специални спонсони.
През 1935 – 1938 г. той има основен ремонт и модернизация. В резултат на проведените работи на най-големите изменения са в зенитното въоръжение на крайцера. В частност на крайцера са поставени 100-mm зенитни оръдия система Минизини, за сметка на частично демонтираните 75-mm зенитки образец 1928 г., зенитните полуавтоматични 45-mm оръдия 21-К, зенитни картечници ДШК. Също е напълно модернизирано торпедното въоръжение на крайцера: вместо четирите тритръбни 450-mm торпедни апарати са поставени два от най-новите тритръбни 533-mm апарата и са демонтирани подводните траверсни торпедни апарати. Главните котли на енергетичната установка също са модернизирани – всички вече работят само на течно гориво.
За времето на ремонта, през лятото на 1941 г., корабът е оборудван с размагнитващи намотки система ЛФТИ.
В края на 1941 г. вместо кърмовата двойка оръдия 21-К са поставени 12,7-mm зенитни картечни установки „Викерс“.
През 1942 г. част от лошо представящите се оръдия 21-К е заменена с новите 37-mm зенитни автомати 70-К.
По време на ремонта от 1943 – 1944 г. незначителна модернизация има пак в зенитното въоръжение на крайцера „Красний Крим“. Свалени са останалите 45-mm оръдия 21-К и са поставени два 37-mm автомата 70-К.
Освен всичко гореизброено на кораба в процеса на ремонтите и експлоатацията се изменя местоположението и броят на бойните артилерийски и минни постове, далекомерите, прожекторите, а също и външният вид и височината на мачтите.

## История на службата

### Службата на кораба в периода 1928 до 1941 г.
През август 1929 г. е първата визита на военни кораби от съветския Балтийски флот в Германия. Два крайцера, „Профинтерн“ и „Аврора“, посещават порта Свинемюнде. 
Тази акция, бидейки първата за военни кораби на СССР, излизащ от задънената улица на външнополитическата изолация и за това имаща политическо значение, преминава успешно.
В края на 1929 г., за придобиване на добра морска практика за екипажите и продължаване на периода на обучение, командването на ВМФ решава да изпрати отряд кораби на дълго плаване в условията на зимни щормове. Този поход предприема целия Практически отряд на Морските сили на Балтийско море в състав линкора „Парижская Коммуна“ и крайцера „Профинтерн“. Отрядът трябва да премине от Кронщат през Атлантическия океан и Средиземно море до Неапол и обратно. Командир на отряда е командващият бригадата линкори на Балтийско море Лев Галер.
Напускайки на 22 ноември 1929 г., Големия Кронщадтски рейд, корабите на отряда без произшествия прекосяват есенната Балтика и Датските проливи. В Северно море поради грешки в разчетите на механиците, които не отчитат различната соленост на водата в Северно и Балтийско море, на корабите закипяват котлите. С отстранени неизправности и заредени с гориво в района на нос Барфлер, отрядът се насочва за Бискайския залив. Попадайки в жесток 10 – 11 бален щорм в Бискайския залив, крайцеът  „Профинтерн“ получава тежки повреди по корпуса, в резултат на това от командира на отряда е взето решение да се насочат за ремонт в най-близкия порт – Брест. След ремонта в Брест на „Профинтерн“ и с попълнени запаси, на 4 – 7 декември 1929 г. отрядът кораби излиза в морето, където пак попадат в жесток 11 бален щорм. Под ударите на вълните на линкора „Парижская Коммуна“ е разрушена носовата надделка и командирът на отряда решава да се върне в Брест. От 10 до 26 декември корабите се намират в Брест, поради непрекъснатия щорм.
Отплават от Брест, заобикаляйки нос Сан Винсент и след Гибралтар, отрядът кораби взима курс към Сардиния. От 6 до 8 януари 1930 г. крайцерът „Профинтерн“ и линкорът „Парижская Коммуна“ се намират в Каляри, а от 9 до 14 януари – в Неапол, където корабите са посетени от Максим Горки.
След отплаването на отряда от Неапол, вземайки под внимание повредите на корабите, които не са напълно отстранени, и умората на екипажите, командването на ВМФ решава да се насочат в Севастопол за провеждането на пълен ремонт. На 18 януари 1930 г., изминавайки за 57 денонощия 6269 морски мили, крайцерът „Профинтерн“ и линкорът „Парижская Коммуна“ пускат котва на Севастополския рейд. Завършилите своя далечен поход крайцер и линкор е решено да не се връщат в Балтика, а с цел подсилване да бъдат включени в състава на Морските сили на Черно море.
През октомври 1933 г. крайцерът „Профинтерн“ има визита в Турция.
От 1935 до 1938 г. крайцерът се намира в основен ремонт и модернизация в Севастополския морски завод „С. Орджоникидзе“.
На 31 октомври 1939 г. крайцерът „Профинтерн“ е преименуван на „Красний Крим“.

### Боен път по време на Великата отечествена война
В навечерието на Великата отечествена война е проведена тактическа реорганизация на Черноморския флот на СССР. В резултат на реорганизацията големите надводни кораби са обединени в ескадра, базирана в Севастопол и включваща в себе си линкора „Парижская Коммуна“, Отряд на леките сили и бригада крайцери. Крайцерът „Красний Крим“ е включен в бригадата на крайцерите. Заедно с „Красний Крим“ в бригадата влизат леките крайцери „Красний Кавказ“ и „Червона Украина“, а също и 1-ви дивизион есминци от типа „Новик“ и 2-ри дивизион есминци от типа „Гневний“.
22 юни 1941 г. крайцерът „Красний Крим“ посреща в Севастополския морски завод, където е в ремонт от май. Във връзка с началото на бойните действия ремонтните работи на крайцера са ускорени и към втората половина на август кораба влиза в строй.
След края на ремонта „Красний Крим“ практически веднага започва изпълнението на възложените му бойни задачи. На 22 август 1941 г. отряд кораби в състав крайцера „Красний Крим“, есминците „Фрунзе“ и „Дзержинский“ пристигат на помощ на обсадената Одеса. Корабите доставят в Одеса попълнение, състоящо се от 1-ви отряд на моряци доброволци 600 на брой и 2-ри отряд на моряците доброволци – 700 души. След стоварването на войските отрядът кораби подлага на обстрел настъпващите части на 15-а румънска пехотна дивизия в района на населените пунктове Свердлов и Чабанка.
В средата на септември 1941 г. от командването на Одеския отбранителен район при участието на старши офицери на Черноморския флот е разработен план за нанасяне на контраатака в района на Одеса. Като една от съставящите на операцията се предполага стоварване на тактически десант със сили до един полк в района на село Григориевка, разположено на 16 километра от линията на фронта. Превозът и огневата поддръжка на десанта, състоящ се от 3-ти Черноморски полк на морската пехота, се осъществява от отряд кораби – крайцерите „Красний Крим“, „Красний Кавказ“, есминците „Бойкий“, „Безупречний“ и „Безпощадний“. На 21 септември 1941 г. в 13 часа 30 минути крайцерът „Красний Крим“, с над 1000 десантника на борда, в състава на отряда десантни кораби отплава от Севастопол в посока Одеса. В нощта на 23 септември, едновременно осъществявайки артилерийски обстрел над плацдарма, корабите произвеждат стоварване на десанта. В 4 часа през нощта с края на десанта крайцерите отплават за Севастопол. Силите на десанта, осъществяващи контраудара, успешно изпълняват бойната си задача. На 23 септември 1941 г. на целия личен състав, участващ в операцията, Военният съвет на Одеския отбранителен район обявява благодарност.
Под ударите на немската армия в района на Перекопско-Ишунските позиции, съветските войски в края на октомври 1941 г., са принудени да се оттеглят към Севастопол и на Керченския полуостров. На 30 октомври 1941 г. предните части на 11-а германска армия на генерал-полковник Манщайн достигат подстъпите на Севастопол. Отчитайки опасността от потопяване на големите кораби на Черноморския флот, базирани в Севастопол, командването на флота приема решение за пребазирането на ескадрата в Новоросийск и Поти. В нощта на 1 ноември 1941 г. основният отряд на корабите отплава от Севастопол. За решение на оперативните задачи и артилерийската поддръжка на войските в първи и втори сектор на отбраната, разположени южно от Севастополския отбранителен район, са оставени и разсредоточени по заливите на Севастопол крайцерите „Красний Крим“, „Червона Украйна“ и няколко есминца.
На 21 декември 1941 г., по време на второто настъпление на германските войски към Севастопол, крайцерът „Красний Крим“, в числото на отряда кораби на ескадрата, осъществява доставката в града на важно, за отбраняващите се Съветски воински части, подкрепление – бойците на 79-а морска стрелкова бригада.
В периода ноември – декември 1941 г. в боевете за Севастопол крайцерът „Красний Крим“ провежда 18 артилерийски стрелби.
В периода 28 – 30 декември „Красний Крим“ има активно участие в Керченско-Феодосийската десантна операция. Стоварвайки с помощта на баркаси натоварения на него отряд десантчици, корабът осъществява огнева поддръжка на войските. Всичко за времето на десантната операция крайцерът „Красний Крим“ е подложен на единадесет атаки по въздуха, в резултат на артилерийските обстрели кораба е уцелен от единадесет снаряда и мини.
През 15 – 25 януари 1942 г., в състава на отряда кораби на десанта, крайцерът „Красний Крим“ превозва и стоварва войските, влизащи в състава на втория и третия десанти в района на град Судак в Крим.
От януари до юни 1942 г. крайцерът „Красний Крим“ доставя в Севастопол военни товари и подкрепления, извършвайки заедно с другите кораби на Черноморския флот, общо 98 рейса. През същия период от време крайцерът заедно с другите кораби на Черноморския флот осъществяват огневата поддръжка на Севастополския отбранителен район. Всичко артилерийските удари се нанасят в течение на 64 дни, като в някои от дните огънят се води по няколко пъти.
Със заповед на наркома на ВМФ № 137 от 18 юни 1942 г.:
| „ | За проявената храброст, в боевете за Отечеството, с немските окупатори, за стойкост, мъжество, дисциплина и организираност, за героизъм на личния състав на екипажа, крайцерът „Красний Крим“ се удостоява със званието „гвардейски“. | “ |

След превземането от Вермахта на Севастопол и разгрома на групировката на Съветските войски на Керченския полуостров основният акцент на бойните действия в Черно море се премества в района на Кавказското крайбрежие на СССР. Военното противостояние, през лятото на 1942 г. и зимата 1942 – 1943 г., в района на Черноморското крайбрежие на Кавказ и басейните на реките Дон и Кубан, получава названието Битка за Кавказ.
В началото на август 1942 г. има заплаха от пробив на германските войски в посока Новоросийск. Във връзка с това корабите на Черноморския флот започват евакуацията на Новоросийск. В течение на месец крайцерът „Красний Крим“ и есминецът „Незаможник“ извозват в Туапсе над 10 хил. души и над 1000 тона товари.
През втората половина на октомври 1942 г., в състава на отряда кораби на флота, крайцерът „Красний Крим“ участва в прехвърлянето на 8-а и 9-а гвардейски стрелкови бригади от Поти в Туапсе. Преместването на тези части позволява да се спре настъплението на войските на Вермахта в района на Туапсе и да се стабилизира линията на фронта.
За периода на отбраната на Кавказ, от юли до декември 1942 г., корабите на ескадрата, в която влиза и „Красний Крим“, превозват 47 848 бойци и командири на Съветската Армия с въоръжението им и около 1000 тона военни товари.
В периода 3 – 4 февруари 1943 г. крайцерът „Красний Крим“ е в групата на корабите за прикритие на морския десант в оперативния район Станичка-Южна Озерейка.
През октомври 1943 г. крайцерът влиза за ремонт в Батуми, продължил до края на лятото на 1944 г.
На 5 ноември 1944 г. на крайцера „Красний Крим“ е оказана високата чест да оглави ескадрата бойни кораби на Черноморския флот, завръщаща се в Севастопол. На входа в Северния залив, артилерията на крайцера произвежда първия салютен изстрел. На мачтите на корабите на съединението е издигнат флажният сигнал: „Привет от победителите на непобедения Севастопол“.
Всичко в годините на войната крайцерът „Красний Крим“ изпълнява 58 бойни задачи. Екипажът на крайцера провежда 52 артилерийски стрелби по позиции на немските войски, при това вероятно са унищожени 4 батареи, 3 склада с боеприпаси и до полк пехота. Корабът превозва над 20 хил. души личен състав, ранени и евакуируеми граждани на Севастопол. При провеждането на десантните операции са превозени около 10 хиляди души в състава на десантите. Зенитната артилерия на крайцера отразява над двеста атаки от самолетите на противника.

### Следвоенните години[Бел. 4]
На 31 май 1949 г. крайцера „Красный Крым“ е превърнат в учебен крайцер, на 7 май 1957 г. – в опитен съд и преименуван на „ОС-20“, на 18 март 1958 г става плаващата казарма „ПКЗ-144“.
През юли 1959 г. корабът е изключен от списъците на съдовете на Военно-Морския флот и предаден в ОФИ за разкомплектоване за метал. По някои данни, корабът е потопен в края на 50-те години при изпитания на нови видове въоръжения.

## Командири на крайцера
- 1916 – 191? – Салтанов А. В
- 1921 – 1923 – Антонов Л. В.
- 1928 – 1932 – Кузнецов А. А.
- 1932 – 1934 – Юмашев И. С.
- 1934 – 1935 – Москаленко М. З.
- 1935 – 1937 – Марков Ф. С.
- 1938 – 1944 – гвардейски капитан 1-ви ранг Зубков А. И.
- 1944 – 1945.10. – гвардейски капитан 1-ви ранг Мелников П. А.
- 02.1947 – 11.1948 – капитан 1-ви ранг Жиров Ф. В.

## Памет за крайцера „Красний Крим“
- На 30 юли 1983 г., в деня на двестагодишнината на Черноморския флот, в центъра на акваторията на Феодосийския залив е поставен паметен знак, посветен на моряците от крайцерите „Красний Крим“ и „Красний Кавказ“, загинали при десанта във Феодосия и погребани в морето. Паметният знак е изпълнен като бакен с табела, на която са описани тези събития.
- Наименованието „Красний Крим“ е присвоено на БПК от проекта 61, влизащ в състава на Черноморския флот от 1970 до 1993 г[42][43].

## Известни хора, преминали служба на кораба
- Игор Николаевич Бухаловский (22 септември 1922, Петропавловск, Казахска ССР – 23 юли 2006, Санкт Петербург) – съветски военен лекар, полковник от медицинската служба, доктор по медицина (1964), професор (1968). Главен терапевт на Ленинград (1976 – 1990). В периода 1945 – 1949 служи на крайцера „Красний Крим“.
- Иван Тимофеевич Курьохин – в периода 1927 – 1930 г. служи на кораба като ревизор, а след това като помощник на командира по административно-битовата част на кораба. Впоследствие съветски военен финансист, генерал-майор от интендантската служба (1942).